# サカガウィア (補給艦)
サカガウィア (USNS Sacagawea, T-AKE-2) は、アメリカ海軍の補給艦。ルイス・アンド・クラーク級貨物弾薬補給艦の2番艦。艦名はルイス・クラーク探検隊に通訳として参加したショショーニ族の少女サカガウィアにちなむ。アメリカ海軍でも数少ない、女性の名が命名された艦の内の1隻。

## 艦歴
サカガウィアは2004年9月15日にカリフォルニア州サンディエゴのナショナル・スチール・アンド・シップビルディング社で起工する。2006年6月24日にサカガウィアの子孫であるルーシー・ディアスおよびレイチェル・アリウィテによって命名、進水し、2007年2月27日に任務に就いた。
現在の母港はバージニア州のノーフォークである。